# Heliconius ithaca
Heliconius ithaca är en fjärilsart som beskrevs av Felder 1862. Heliconius ithaca ingår i släktet Heliconius och familjen praktfjärilar. Inga underarter finns listade i Catalogue of Life.